# Покупець
Покупе́ць, жін. покупни́ця — фізична або юридична особа, яка здійснює оплату грошима і є набувачем товару або послуги.
За сприйняттям цін та орієнтації при виборі покупок покупців поділяють на чотири групи:
1. Економічні покупці — покупці, які виявляють велику зацікавленість при виборі
покупки цінами, якістю, асортиментом пропонованих товарів.
2. Персоніфіковані покупці — покупці, які полюбляють створити собі образ товару, який вони
хочуть мати.
3. Етичні покупці — покупці, які підтримують своїми покупками невеликі
організації і роблять це по вже давно встановленій традиції.
4. Апатичні покупці — покупці, які мало цікавляться цінами.
Пошук покупця — один з етапів процесу продажу, за якого торговий агент знаходить прийнятних для себе потенційних клієнтів.